# Оджибве (мова)
Оджибве (Anishinaabemowin, ᐊᓂᔑᓈᐯᒧᐎᓐ) — індіанська алгонкінська мова, якою розмовляють у США (штати Вісконсин, Міннесота, Північна Дакота та Монтана) та Канаді (Квебек, Онтаріо, Манітоба, Саскачеван, меншою мірою — Альберта та Британська Колумбія). Складається з великої кількості різноманітних діалектів, жоден з яких не є літературною нормою.

## Системи письма

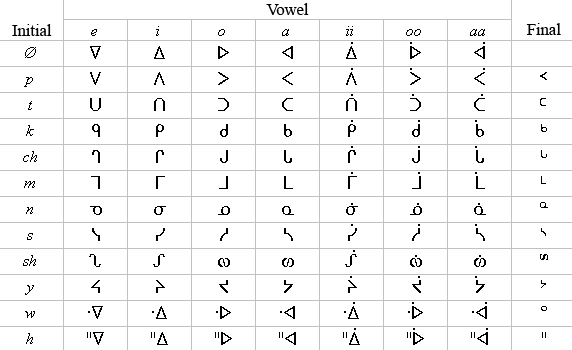
Писемність на складовій основі

Єдиної системи письма для всіх діалектів оджибве не існує. Місцеві абетки часто створені на базі англійської чи французької латинки. Деякі носії з півночі Онтаріо та з Манітоби використовують спеціальну складову систему, створену на основі канадського складового письма.

### Система подвійних голосних
Система подвійних голосних (англ. Double Vowel System) використовує три короткі голосні, чотири довгі голосні та вісімнадцять приголосних, що позначаються латинськими літерами:
a aa b ch d e g ' h i ii j k m n o oo p s sh t w y z zh
Різні діалекти мають звук /h/ або /ʔ/ (зазвичай позначається як ' на письмі), проте одночасно вони трапляються рідко.
Назва системи пояснюється тим фактом, що довжина голосного звуку на письмі позначається подвоєнням.

## Соціолінгвістика
Мова розпадається на багато діалектів. Навчання мовою анішінабе ведеться в Університеті Лейкгед.